# Tres metros sobre el cielo (película de 2010)
Tres metros sobre el cielo es una película española del 2010 dirigida por Fernando González Molina y protagonizada  Mario Casas, Álvaro Cervantes, María Valverde y Marina Salas. Basada en la novela homónima publicada por el italiano Federico Moccia, se estrenó el 3 de diciembre de 2010 y se convirtió en una de las películas más taquilleras del año en España.

## Argumento
Gira alrededor de dos personajes: Hugo Olivera «Hache» (Mario Casas) y Bárbara Alcázar «Babi» (Maria Valverde). Hache es un joven motero de actitud rebelde: indisciplinado, temperamental, competitivo, provocador y con un tormentoso pasado. Por otro lado, Babi es la definición de una «chica bien»; una adolescente acomodada, inocente y caprichosa, pero decidida, con unos padres sobreprotectores.
La película comienza con Hache saliendo de un juicio, acusado de golpear al amante de su madre. Mientras tanto, vemos a Babi caminando en su cuarto usando solo un polo y ropa interior. Acudiendo a la escuela, surge el primer encuentro entre Babi y Hache.
Hache se reúne con sus amigos moteros, entre los que está Pollo (Álvaro Cervantes), su mejor amigo. Por su parte, Babi acude a una fiesta junto a su hermana Daniela (Nerea Camacho). Uno de los amigos de Hache decide «invitarlos» a la fiesta privada, donde los moteros se cuelan. Allí, Hache y Babi vuelven a encontrarse, acabando los dos en la piscina de la casa. Es en esa misma fiesta donde Pollo conoce a Katina (Marina Salas), la mejor amiga de Babi. 
Mientras que Babi volvía a casa en el coche de su exnovio, los moteros de Hache empiezan a acosarlos en mitad de la autopista, ya que él fue el que llamó a la policía para delatarlos. Hache termina golpeando al exnovio de Babi, mientras que un coche se para en medio de la carretera, un matrimonio, amigos de los padres de Babi, él intenta ayudar al exnovio de ella, pero Hache le golpea, y terminan marchándose, Babi intenta separarles, y el exnovio se escapa de Hache y se marcha con el coche dejando a Babi tirada, por lo que Hache tiene que llevarla a su casa. Al día siguiente, Hache acompaña a Pollo a buscar a Katina al instituto, lo que termina en el tercer encuentro entre Hache y Babi. Poco después, Katina le informa a Babi que ha empezado a salir con Pollo.
Los padres de Babi le comunican que Hache ha sido denunciado por las lesiones que le provocó a un transeúnte mientras perseguía al exnovio de Babi y Babi delata a Hache. Ese día, Babi se entera de que Katina ha acudido junto a Pollo a las carreras ilegales de moteros en las cuales Hache participa. Babi acude para buscar a su amiga, resultando en un nuevo encuentro con Hache. En dichas carreras, los moteros corren con una chica atada a su espalda; Babi, enfadada con Hache, se sube a la moto de Chino (Luis Fernández), el rival de Hache. La carrera es interrumpida cuando se produce un accidente y llega la policía. Teniendo que escapar, Babi se sube a la moto de Hache y este la lleva de vuelta a su casa.
La foto que el policía sacó a Hache y Babi durante la huida llega a la prensa, así que Hache decide imprimirla en un mural gigante y colarse en casa de Babi para colgárselo del techo. Katina ofrece a Babi a acompañarla con Pollo a una discoteca y trata de persuadirla, diciéndole que Hache la está esperando. Hache y Babi terminan bailando y besándose por primera vez.
Un día Hache decide ir a buscarla a la salida del instituto para llevarla de viaje. Durante el mismo, Babi descubre qué es lo que ocurrió en el pasado que tanto atormenta a Hache: su madre se estaba acostando con su vecino, lo que provocó que Hache lo golpeara y después se marchara de casa para irse a vivir con su hermano mayor, Álex (Diego Martín). Finalmente, Hache y Babi llegan a una playa, donde pasan el día juntos.
Hache y Babi ya muestran su relación abiertamente, lo que causa el resentimiento de Mara (Andrea Duro), un antiguo ligue de Hache que está enamorada de él. Es entonces cuando Hache y Babi pasan la noche en una casa de la playa, donde se acuestan por primera vez. Poco después, los padres de Babi hacen acto de presencia. El padre de Babi está al tanto de la relación que mantiene su hija con el motero y acude a casa de Hache para conocerlo; revela que está al tanto de su relación y muestra su desconfianza, pero Hache confiesa que está enamorado de ella y que ha conseguido cambiarlo. No obstante, su madre no está dispuesta a permitir que ambos salgan y confronta abiertamente a su hija. Es después de que Chino y Mara robaran un anillo de casa de Babi y de que Hache secuestrara al perro de su profesora para evitar que siguiera perjudicándola, que Babi se harta y decide que ambos deben darse un tiempo.
Babi celebra la fiesta de su decimoctavo cumpleaños. Hache aún tiene pendiente su carrera de revancha con Chino, pero decide presentarse en la fiesta de Babi de improviso, lo que culmina en su reconciliación. Mientras tanto, Pollo decide correr por él contra Chino, con Katina atada a su espalda. Durante la carrera, Pollo se cae de la moto. Tras ser informados, Hache y Babi tienen que acudir al lugar del accidente, donde observan el cadáver de Pollo. Babi acusa a Hache de ser el causante de la muerte de su amigo, lo que hace que él responda golpeándola y marchándose cada uno por su lado.
Tras un tiempo sin verse, Hache descubre que Babi ha comenzado a salir con otro joven y trata de ponerse en contacto con ella, pero tanto Babi como su madre lo evitan. Tras darse cuenta de que la ha perdido, Hache decide que es tiempo de pasar página y le revela a su hermano, Álex, que ha decidido irse a trabajar a Londres. Ambos se reúnen en la playa en la que estuvo con Babi, dándose cuenta en ese momento que él y ella ya se habían conocido hacía mucho tiempo. Hache y Alex se suben a la moto del primero y se pierden en el horizonte de la carretera.

Y justo entonces intentas recordar en qué momento empezó todo y te das cuenta de que fue mucho antes de lo que recordabas. Y es justo en ese momento en el que te das cuenta de que las cosas sólo pasan una vez. Y por mucho que te esfuerces ya nunca volverás a sentir lo mismo... Ya nunca tendrás la sensación de estar a tres metros sobre el cielo.

## Reparto
| Intérprete                | Personaje                          |
| ------------------------- | ---------------------------------- |
| Mario Casas               | Hugo «Hache» Olivera               |
| María Valverde            | Bárbara «Babi» Alcázar             |
| Álvaro Cervantes          | Pollo                              |
| Marina Salas              | Katina Herreruela                  |
| Luis Fernández "El Perla" | Chino                              |
| Nerea Camacho             | Daniela «Dani» Alcázar             |
| Diego Martín              | Alejandro «Álex» Olivera           |
| Andrea Duro               | Mara                               |
| Cristina Plazas           | Rafaela (madre de Babi)            |
| Jordi Bosch               | Claudio Alcázar (padre de Babi)    |
| Joan Crosas               | Alejandro Olivera (padre de Hache) |
| Cristina Dilla            | Rebecca Castro (madre de Hache)    |
| Clara Segura              | La Forga                           |
| Marcel Borràs             | Chico                              |
| Pablo Rivero              | Gustavo                            |
| Víctor Sevilla            | Ventura                            |
| Daniel Casadellà          | Palote                             |
| Danni Herrera             | Travolta                           |
| Àlex Maruny               | Rubén                              |
| Marta Martín              | Silvia                             |
| Carlos Olalla             | Felipe Santamaría                  |
| Blanca Martínez           | Marina                             |
| Henar Jiménez             | Berta                              |
| Anna Viñas                | Alicia                             |
| Juan Pablo Shuk           | Tipo agredido                      |
| Pere Ventura              | Abogado H.                         |
| Òscar Rabadán             | Abogado acusación                  |
| Ariadna Gaya              | Silvia Ruiz                        |
| Iván Luengo               | Niño H.                            |
| Naomi Alves               | Niña Babi                          |
| Carolina Clemente         | Inés                               |
| Lina Forero               | Rossana                            |
| Ricardo Mestres           | Tipejo                             |
| Amparo Fernández          | Jueza                              |
| Julen Porro               | Pablito                            |
| Jorge Gudiel              | El Benito                          |
| Juan Antonio del Fresno   | El Goku                            |
| Gerard Peña               | Trullols                           |
| Alberto Carrillo          | Pizzero                            |
| Francesc Martinell        | Policía                            |
| Laura Molina              | Niña colegio                       |
| Maria Boquera             | Motorista                          |
| Diana Lázaro              |                                    |
| Francesc Reina            | Tattooist                          |

## Rodaje
Se inició el 10 de mayo de 2010 en Barcelona, con una duración de ocho semanas. Los diversos escenarios que sirven de marco para la película son el puerto de la ciudad, la sala Razzmatazz o el parque de la Ciudadela.

## Recaudación
La película fue la producción española con la mayor recaudación en su primer fin de semana en taquilla con 2.099.601 € y 323.515 espectadores. A las tres semanas de su estreno, logra convertirse en la película española más taquillera en 2010, por encima de Los ojos de Julia y Que se mueran los feos, y superó el millón de espectadores. 3MSC, como también se la conoce, finalizó 2010 con 8.464.994,39 euros recaudados, con 1.331.895 espectadores. A lo largo de 2011 (hasta 30 de junio), y sumado a lo anterior, roza los 10 millones de euros en recaudación. En total 9.881.471€ fue la cifra acumulada.

## Continuación
Debido al gran éxito en taquilla de la película, su productora, Antena 3 Films, encargó la secuela, que tiene el mismo nombre que la segunda novela de Federico Moccia: Tengo ganas de ti.
Los protagonistas de la película fueron Mario Casas y Clara Lago, y se encargó nuevamente de la dirección Fernando González Molina. La película se estrenó el 22 de junio de 2012 en los cines de España.

## Premios y nominaciones
Goya
| Año  | Categoría            | Persona       | Resultado |
| ---- | -------------------- | ------------- | --------- |
| 2010 | Mejor guion adaptado | Ramón Salazar | Nominado  |

Premios Fotogramas de Plata
| Año  | Categoría           | Persona     | Resultado |
| ---- | ------------------- | ----------- | --------- |
| 2010 | Mejor actor de cine | Mario Casas | Nominado  |

Premios Capital
| Año  | Categoría               | Persona     | Resultado |
| ---- | ----------------------- | ----------- | --------- |
| 2011 | Mejor actor             | Mario Casas | Ganador   |
| 2011 | Mejor actriz revelación | Andrea Duro | Ganadora  |

Semana del Cine de Melilla
| Año  | Categoría                                       | Resultado |
| ---- | ----------------------------------------------- | --------- |
| 2011 | Premio del Público a la Mejor película española | Ganadora  |